# Reaumuria korovinii
Reaumuria korovinii är en tamariskväxtart som beskrevs av V.P. Bochantsev och Lincz. Reaumuria korovinii ingår i släktet Reaumuria och familjen tamariskväxter. Inga underarter finns listade.